# Мультифрактальный спектр
Мультифрактальный спектр — функция, характеризующая мультифрактал, которая вычисляется на основе ряда фрактальных размерностей, входящих в мультифрактал.
Мультифрактал представляет собой совокупность фракталов, каждый из которых характеризуется своей размерностью. Мультифрактальные спектры позволяют описывать мультифракталы, не прибегая к расчетам множества фрактальных размерностей входящих в состав мультифрактала.
При определении фрактальной размерности пользуются методом разбиения фрактала на определенное количество ячеек сколь угодно малого размера. Для регулярного однородного фрактала вероятности заселения ячеек
Pi (ε) ≈εαi, где α представляет собой некоторый показатель степени.
Для мультифрактала вероятности заселения ячеек pi неодинаковы и показатель степени α может принимать разные значения степени f(α):
N (α)=ε-f(α)
Физический смысл функции f (α) заключается в том, что она представляет собой хаусдорфову размерность некого однородного фрактального подмножества L(α) исходного множества L, которое характеризуется одинаковыми вероятностями заполнения ячеек pi(ε) = εα.
Набор различных значений функции f (α) и представляет собой спектр фрактальных размерностей.

α — гёльдеровская экспонента, которой характеризуется мультифрактальный спектр. Построение спектров и нахождение гёльдеровских экспонент может оказаться информативным для различных областей науки. Мультифрактальный метод анализа используется для изучения и прогнозирования различных временных рядов.